# Mosta
Mosta (în limba malteză Il-Mosta) este un mic oraș, dar dens populat, din Regiunea de Nord a Maltei. Cea mai proeminentă clădire din Mosta este Rotonda (sau Rotunda), o bazilică mare construită prin munca voluntară a enoriașilor săi. Are unul dintre cele mai mari domuri din lume, nesprijinit, și expune o replică a bombei din cel de-al doilea război mondial care a căzut prin dom în timpul unei slujbe, dar nu a explodat la impact.
Mosta sărbătorește Adormirea Maicii Domnului la 15 august în fiecare an. Sărbătoarea din Mosta este foarte populară atât în rândul localnicilor, cât și al turiștilor. Orașul este decorat anual de enoriași și de localnici, ca o demonstrație a afecțiunii acestora față de oraș și de sfântul său patron, cu săptămâni înainte de procesiunea publică.

## Istorie
Orașul Mosta a fost locuit încă din preistorie. Dolmenele din vecinătatea orașului Mosta și urmele sculptate în stâncă sunt o dovadă primară a acestui fapt. Fiecare dolmen este format din două pietre dreptunghiulare în picioare și o altă piatră similară poziționată orizontal deasupra celorlalte două.
În Evul Mediu, Mosta a fost un mic cătun printre o serie de alte cătune, fiecare cu populație foarte scăzută. Aceste mici sate erau Raħal Calleja, Raħal Ħobla, Raħal Pessa sau Pise, Raħal Sir, Raħal Kircipulli, Raħal Brabar și Raħal Dimech. În secolul al XVI-lea aceste cătune au scăzut în importanță și Mosta le-a luat locul ca un sat principal. Vizita apostolică din 1575 a preotului și inchizitorului italian Pietro Dusina a demonstrat că biserica dedicată Adormirii Maicii Domnului din Mosta era atât de importantă în zonă încât a fost numită din greșeală „biserică parohială”. În acel an, în Mosta populația a fost de 580 de persoane.
În perioada contemporană, în Mosta s-au construit numeroase case noi. Zonele noi construite cu case rezidențiale se găsesc la periferia orașului vechi. Aceste zone noi sunt cunoscute ca: Santa Margerita, Tal-Blata l-Għolja, Iż-Żokrija, Is-Sgħajtar și Ta 'Mlit. Acest lucru demonstrează că populația din Mosta este în continuă creștere. Mosta a devenit, de asemenea, un centru comercial plin de viață. Toate aceste evoluții au făcut din Mosta un oraș important la standardele locale și este astăzi printre cele mai mari din Insulele Malteze.
Deoarece Mosta se află în centrul Maltei; autobuzele trec prin Mosta în drumul lor spre Buġibba, Burmarrad, Golful Sf. Paul, Qawra, Xemxija, Mgarr, Cirkewwa, Mellieħa și spre alte așezări din nord.
Orașul are mai multe legende, cum ar fi Mireasa din Mosta (L-Għarusa tal-Mosta), și o serie de locuri istorice, cum ar fi Liniile Victoria și capelele medievale. Liniile Victoria, cunoscute inițial ca Frontul de Nord-Vest, reprezintă o linie de fortificații care se întinde pe 12 kilometri de-a lungul lățimii Maltei, împărțind nordul insulei de sudul mai populat.
În Mosta se găsesc două cluburi de cercetași pentru fete (Nicolo 'Isouard și Santa Marija) și două fabrici de artificii. Strada Constituției, una dintre străzile principale din Mosta, care leagă sudul de nordul Maltei, este foarte aglomerată.

## Locuri de interes

### Rotonda din Mosta sau Domul Mosta
Mosta se mândrește cu (probabil) al treilea cel mai mare dom nesprijinit din lume. Biserica, cunoscută și sub numele de Rotonda (Rotunda) din Mosta sau Domul din Mosta, este dedicată Adormirii Maicii Domnului. Sărbătoarea Adormirii Maicii Domnului are loc anual la 15 august și este o sărbătoare publică în Malta.
De la înființarea sa ca parohie în 1608, în Mosta s-au construit trei biserici diferite în același loc, cea de astăzi fiind proiectată de Giorgio Grognet de Vassé, un cetățean francez rezident în Mosta. Locuitorii din Mosta, în acel moment, reprezentând cel mult 1500 de oameni, au construit biserica după planurile neoclasice ale lui de Vassé.
Proiectul lui Grognet s-a bazat pe cel al Panteonului din Roma. Datorită dezbaterilor și îndoielilor cu privire la acest proiect, prima piatră a fost așezată la locul ei abia la 30 mai 1833. Rotonda are un diametru de 55,20 metri la exterior și 39,60 metri la interior. Fațada principală este orientată spre sud și are șase coloane în stil ionic. Pe fiecare parte a fațadei se află câte o clopotniță. În spate, biserica are un stil asemănător fațadei, dar fără clopotnițe. Domul a fost construit pe principiul profilului catenar, ceea ce înseamnă că fiecare piatră a fost așezată peste cea de sub ea.
Au fost necesari 27 de ani pentru ca biserica să fie finalizată și a devenit o atracție majoră.
La 9 aprilie 1942, biserica a fost la un pas de a fi distrusă în timpul celui de-al doilea război mondial. O bombă a Puterilor Axei a lovit domul bisericii în timp ce oamenii erau înăuntru la o slujbă, dar nu a explodat. Detonatorul acesteia a fost demontat și o replică a bombei este acum expusă ca memorial.

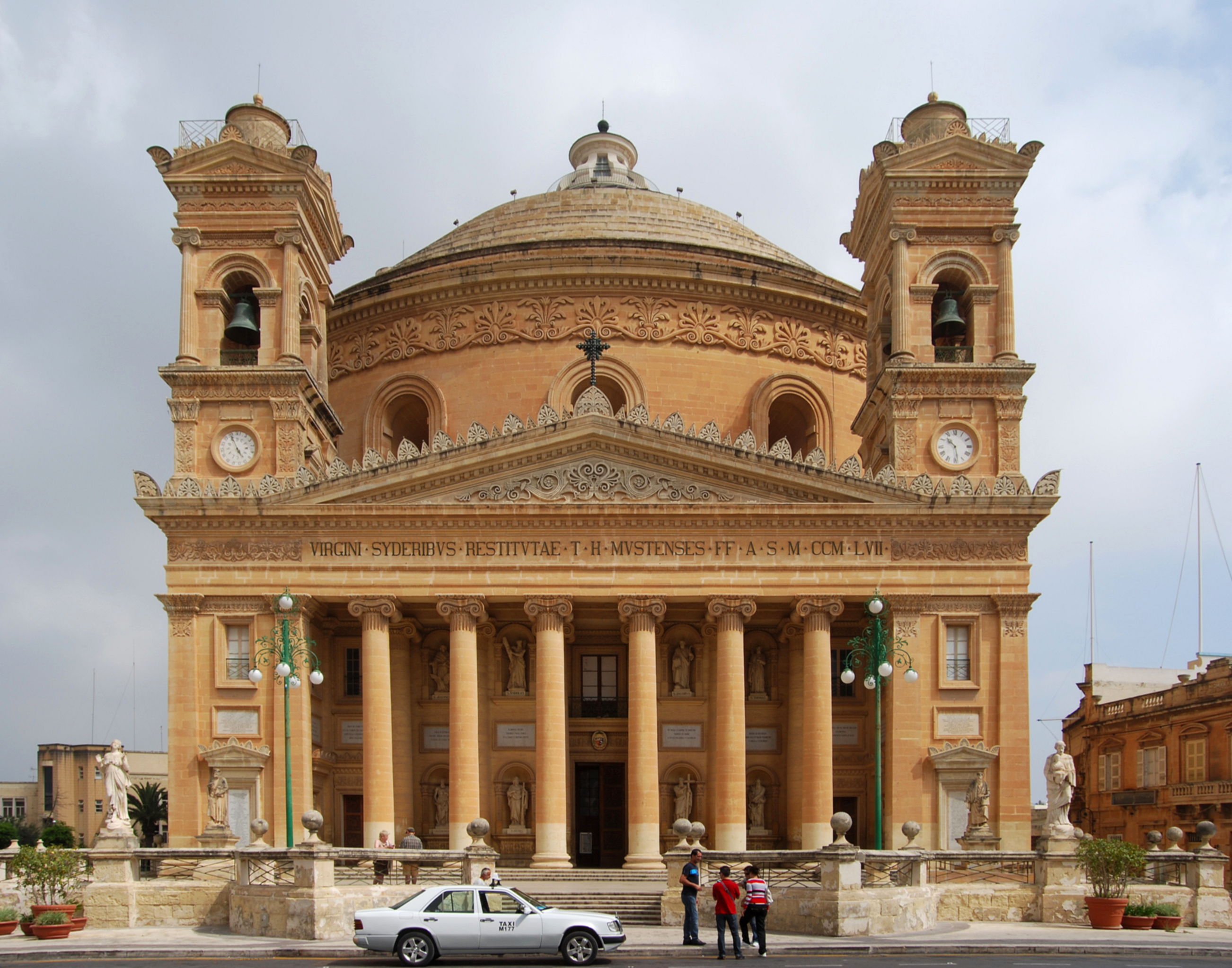
Domul din Mosta

### Monumentul Leului din Piața Rotunda
O caracteristică proeminentă a pieței Rotunda este statuia unui leu aflat pe un piedestal. Odată, aceasta făcea parte dintr-o fântână care se afla inițial în Sliema. Fântâna a fost între timp înlăturată. Statuia este realizată din fontă de culoarea bronzului. A fost realizată în turnătoria Val d'Osne din Paris. În relief, pe piedestal, se află stema orașului Mosta și cea a Maltei independente.

### Catacombele Ta 'Bistra

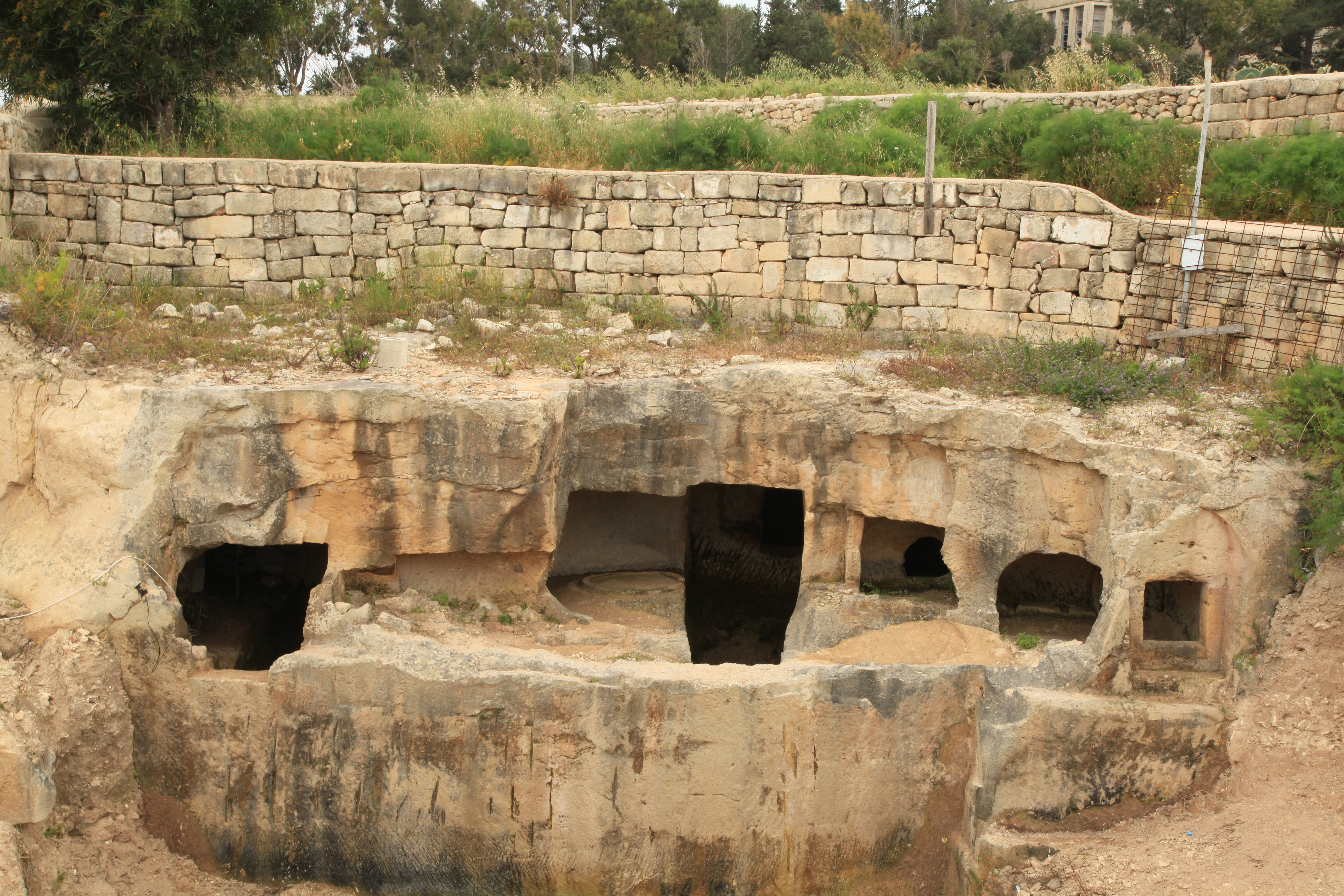
Catacombele Ta 'Bistra şi băile romane din Mosta

Catacombele Ta 'Bistra reprezintă cel mai mare sistem de catacombe descoperit până în prezent în Malta, în afară de cel de la Rabat. Catacombele Ta 'Bistra se află în Triq il-Missjunarji Maltin din Mosta. Aceste catacombe au fost semnalate pentru prima dată în anii 1800, dar au fost cercetate abia în 1933 de căpitanul Charles Zammit, înainte ca o parte a sitului să fie acoperită de un nou drum care duce către Burmarrad dinspre Golful Sf. Paul. Studiile ulterioare din 2004, 2013 și 2014 au readus la viață situl cu noi descoperiri arheologice și, prin urmare, cu noi interpretări. Acest sit a făcut parte din trei proiecte finanțate de UE și este acum gestionat de agenția Heritage Malta.

### Capela Speranza (Capela Speranței a Maicii Domnului)
O altă atracție în Mosta este Capela Speranza din Valea Speranza (Speranței). Capela a fost construită între 1760 și 1761. O legendă legată de această capelă povestește că, în timpul unei invazii turcești, o tânără fată și surorile ei care aveau grijă de oile familiei lor riscau să fie răpite de invadatori. În timp ce surorile au scăpat, tânăra nu a putut alerga suficient de repede pentru că șchiopăta ușor. Se spune că s-a ascuns într-o peșteră (care se află sub capelă, pe partea stângă) unde s-a rugat Fecioarei Maria, mama lui Isus din Nazaret, promițând că, dacă va fi mântuită, va construi o capelă dedicată Maicii Domnului. Când au sosit invadatorii turci care o urmăreau, nu au căutat-o în peșteră pentru că au crezut că fata nu se poate ascunde acolo, deoarece la intrare se afla o pânză de păianjen intactă, care s-ar fi rupt dacă cineva ar fi intrat în peșteră. 

### Ferma Marquis Mallia Tabone

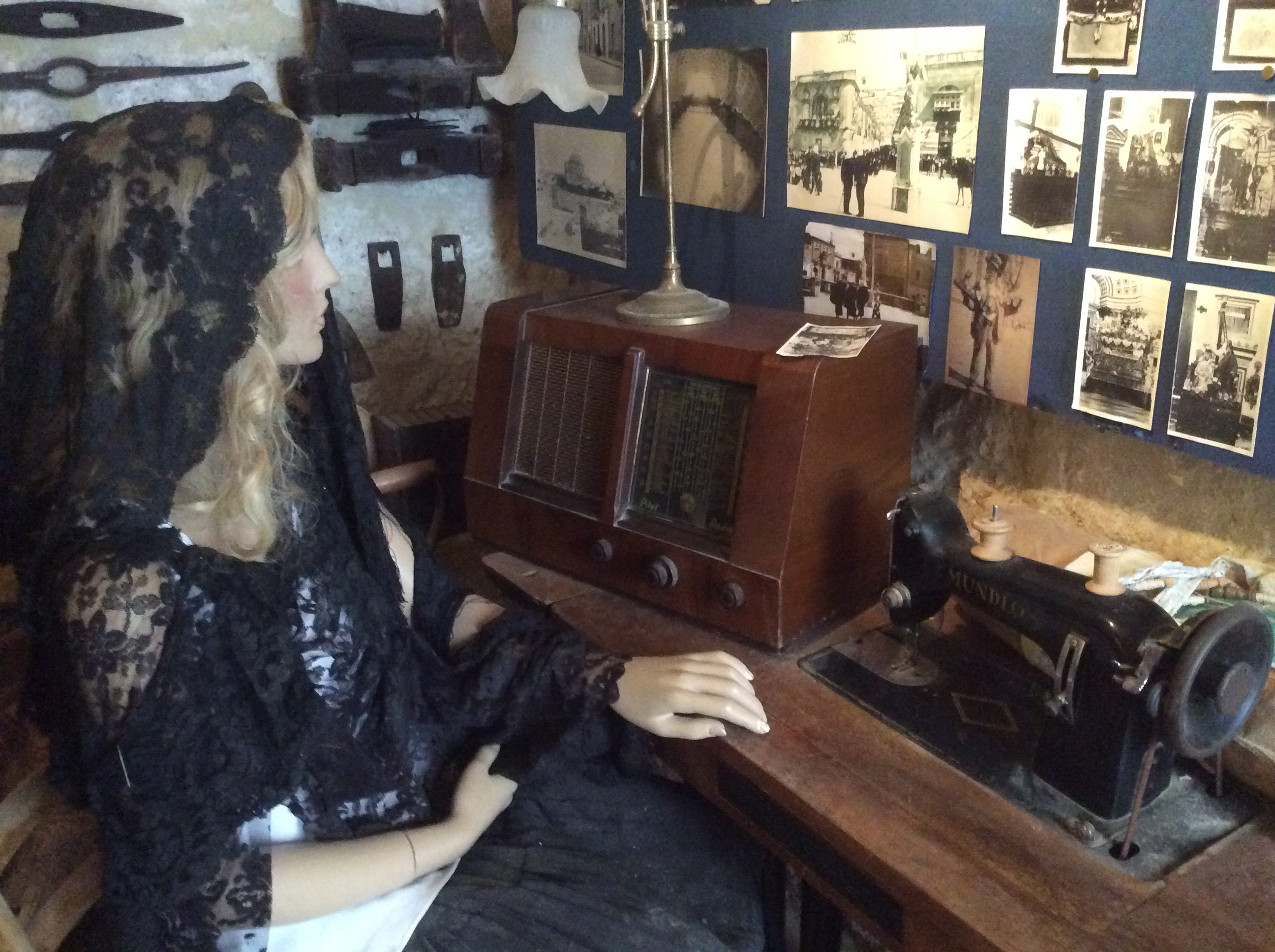
Ferma Marquis Mallia Tabone

Ferma Marquis Mallia Tabone este o atracție folclorică administrată de Asociația filantropică Talent Mosti (Għaqda Filantropika Talent Mosti) în colaborare cu consiliul școlii din apropiere. Ferma are vedere cădere valea Wied il-Ghasel. Găzduiește expoziții care variază de la picturi, fotografie, lucrări artizanale, hobby-uri și un muzeu folcloric permanent.

### Dolmene
Două dolmene, datând din Epoca Bronzului, pot fi văzute într-un câmp dintre Vjal Ragusa și Dawret il-Wied.

### Turnul Cumbo

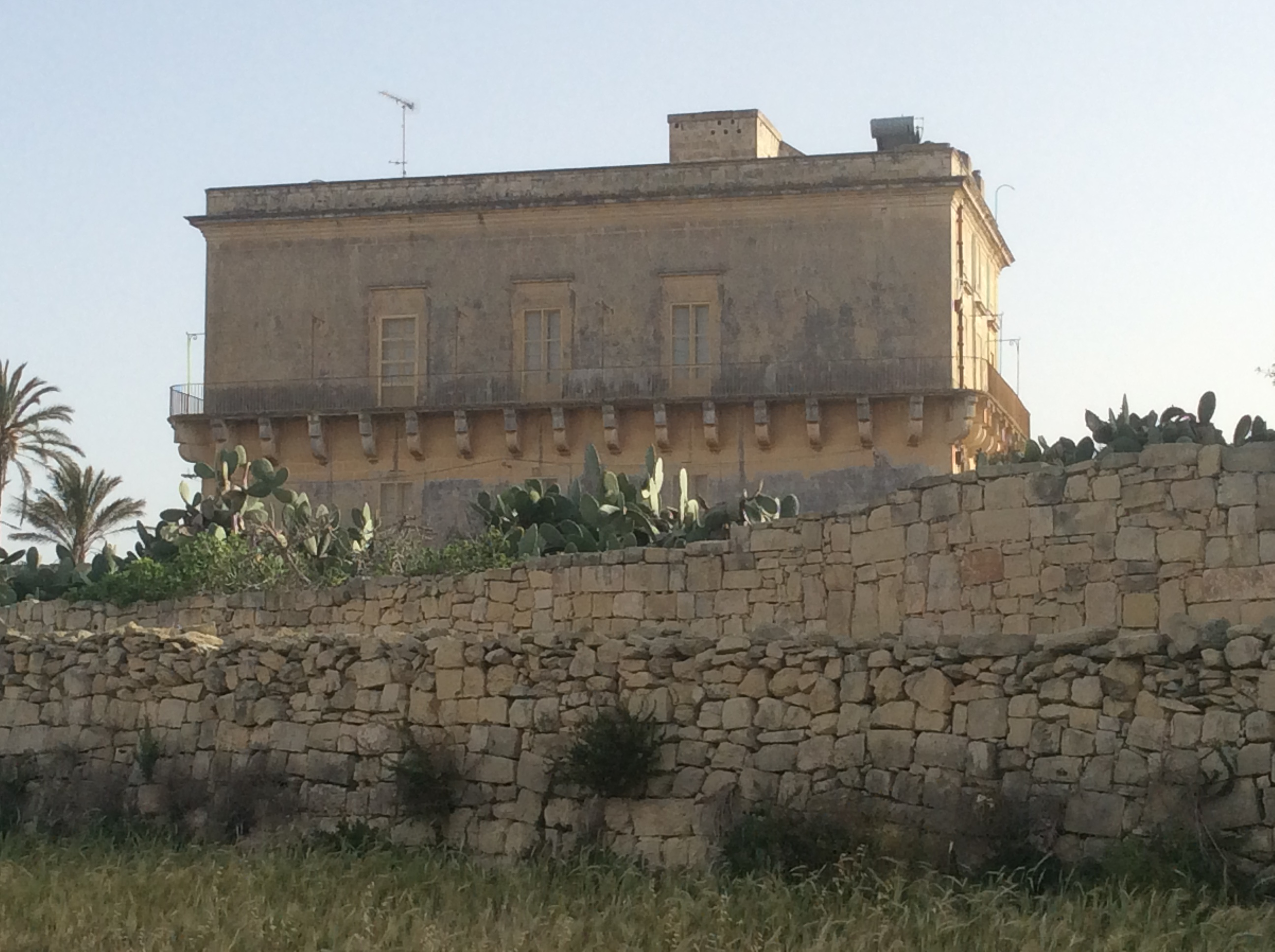
Turnul Cumbo

Turnul Cumbo este o reședință fortificată din Mosta. În pământ se află un mic mormânt creștin al unei familii din perioada romană.

## Alte locuri de interes

### HipogeulTal-Għammariet
Acesta este un sit care a fost cel mai probabil distrus și care a fost înregistrat de Emmanuel Magri ca fiind în cătunul Ħal Dimech, acum o parte a orașului Mosta, și nu departe de catacombele Ta 'Bistra.

### Catacomba din Fortul Mosta
În incinta Fortului Mosta se află o mică catacombă. Inițial acesta a fost un mormânt punic, dar apoi a fost extins într-o catacombă în perioada romană cu o masă de agapă. Acest sit se află în interiorul Fortului Mosta, fort folosit astăzi de către Forțele Armate ale Maltei ca depozit de muniție.

### Catacomba Wied il-Għasel
O altă catacombă mică se găsește în Wied il-Għasel, aceasta este formată dintr-o serie de șapte morminte săpate în stâncă într-o formă semicirculară. Se află într-o peșteră naturală de sub Fortul Mosta.

### Mormântul Turnului Cumbo
Sub Turnul Cumbo, o reședință istorică privată, se află un mic mormânt creștin al unei familii din perioada romană.

### Presupus loc al unuitemplu roman
Într-o publicație din 2008, primarul de atunci al orașului Mosta, dr. Paul Chetcuti Caruana, a afirmat: „După cum mulți știu și nimeni nu știe, în cartierul Ta 'Bistra există cel puțin un templu roman care a fost îngropat de speculanți”.

## Orase gemene
Mosta este înfrățit cu două orașe :
- Millbrae, California, Statele Unite (din aprilie 1996)[24]
- Ragusa, Italia[25]